# Konstantinos Oikonomos

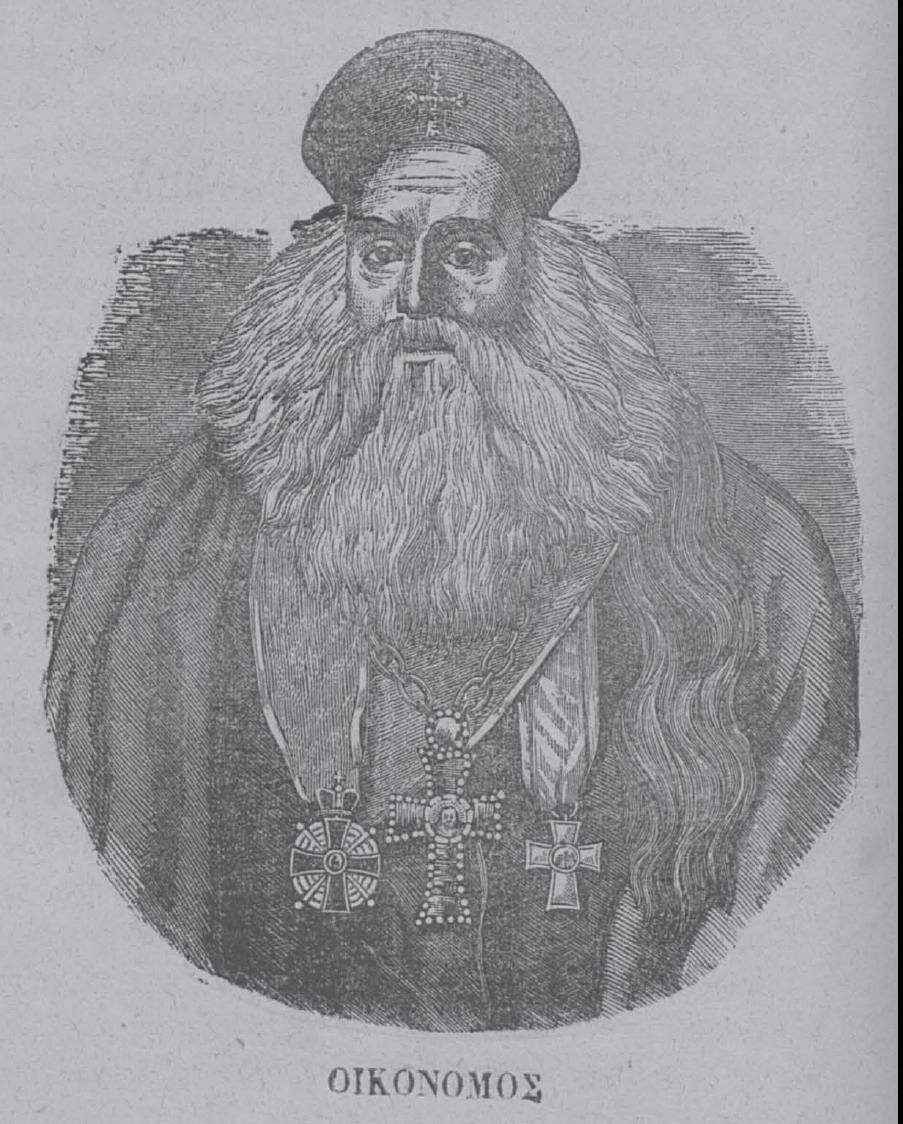
Konstantinos Oikonomos

Konstantinos Oikonomos (vollständiger Name Konstantinos Oikonomos ex Oikonomon; * 28. Augustjul. / 8. September 1780greg. in Tsaritsani (Thessalien); † 8. Märzjul. / 20. März 1857greg. in Athen) war ein bedeutender neugriechischer Kanzelredner und Gelehrter.

## Leben und Werk
Konstantinos Oikonomos studierte Theologie und war seit 1805 Prediger in Thessalien. Wegen Verdachts der Teilnahme an dem misslungenen Aufstand des Armatolen Vlachavas wurde er in Ioannina eingekerkert. Er entrann aber letztlich den Nachstellungen Ali Paschas und wirkte als Vertreter des Metropoliten in Thessaloniki. Von da ging er nach Smyrna, wo er seit 1809 am dortigen philosophischen Gymnasium als Lehrer der Philologie und Rhetorik wirkte. Er gab aber diese Stellung wegen vielfacher Anfeindungen auf und siedelte nach Mytilene über. Seit 1819 erster Prediger an der griechischen Hauptkirche in Konstantinopel, flüchtete er 1821 nach der Ermordung des Patriarchen Gregor nach Odessa, wo er eine berühmte Leichenrede auf Gregor hielt. Von dort folgte er einem Ruf des Kaisers Alexander I. nach Sankt Petersburg, wo er auf diesen sehr zugunsten Griechenlands einwirkte. Er wurde auch Ehrenmitglied des Heiligen Synod und Mitglied der Petersburger Akademie. Nach zehnjährigem Aufenthalt in Russland ging er nach Deutschland, dann nach Italien und kehrte 1835 nach Griechenland zurück. In Athen nahm er zwar kein öffentliches Lehramt an, war aber literarisch tätig und nahm bedeutenden Einfluss auf kirchliche Angelegenheiten im Sinne der Orthodoxie.
Oikonomos war korrespondierendes Mitglied der Akademie der Wissenschaften in Berlin. Außer verschiedenen Schulbüchern (Rhetorik, Wien 1813; Poetik, das. 1817) sind von grammatischen Werken hervorzuheben: Über die enge Verwandtschaft der slawischen Sprache mit der hellenischen (3 Bände, St. Petersburg 1828) und Über die echte Aussprache des Griechischen (das. 1833), gegen die Grundsätze der Erasmianer. Theologischen Inhalts sind: Über die drei Stufen des Priestertums in der Kirche (Nauplia 1835); Verzeichnis der Bischöfe und Patriarchen der Kirche in Konstantinopel (das. 1837); Über die Septuaginta (4 Bände, Athen 1849). In letzterem Werk sowie in der Schrift Gegen die Verbreitung der Bibel in neugriechischer Sprache suchte Oikonomos dahin zu wirken, dass das Neugriechische sich immer mehr der griechischen Bibelsprache nähere; er war sogar der Einführung des Altgriechischen als Volks- und Schriftsprache nicht abgeneigt. Berühmt sind seine Leichenreden (Berlin 1833); von Dichtungen sind zu erwähnen eine Komödie und eine Elegie auf den Kaiser Alexander I. von Russland (St. Petersburg 1825). Seine gesammelten Werke erschienen in 3 Bänden (Athen 1864–1867).

## Schriften (Auswahl)
- Über die enge Verwandtschaft der slawischen Sprache mit der hellenischen. Petersburg, 1828 (3 Bände).
- Über die echte Aussprache des Griechischen. Petersburg, 1833.
- Über die drei Stufen des Priestertums in der Kirche. Nauplia, 1835.
- Verzeichnis der Bischöfe und Patriarchen der Kirche in Konstantinopel. Nauplia, 1837.
- Über die Septuaginta. Athen, 1849 (4 Bände).
- Leichenreden. Berlin, 1833.
- Gesammelte Werke. Athen, 1864–67 (3 Bände).